# .30-30 Winchester
O calibre .30-30 Winchester (também conhecido como .30 WCF (Winchester Center Fire)  ou .30-30) ou (7,8×51mmR) foi desenvolvido pela Winchester em 1895 para ser utilizada na carabina de alavanca Winchester 1894.
Foi o primeiro calibre norte-americano exclusivamente concebido para o mercado civil que  utiliza pólvora sem fumaça.
Calibre de grande popularidade no mundo inteiro, devido a seu baixo recuo, energia suficiente para maioria das modalidades de tiro desportivo e caça, geralmente utilizado em armas leve e de fácil manuseio como carabinas de ação por alavanca com carregador tubular. Por este mesmo motivo, geralmente são carregadas com projeteis de ponta chata ou redonda para evitar detonações em consequência do recuo da arma.

## Dados Balísticos
As primeiras 30-30 introduzidas no mercado pelo Winchester tiveram os seguintes dados balísticos
- Projétil de 160 grains (8.1 g) jaquetado = 1970 pés/s (660,45 m/s).

Winchester modernos 
- Projétil de 150 grains jaquetado = 2390 pés/s,

## Cartuchos derivados[3]
.219 Zipper
.25-35 Winchester
6.5x52R 
7-30 Waters

## Armas que utilizam o calibre
Carabinas de alavanca 
- Winchester Model 1894
- Marlin Model 336
- Savage Model 99
- Mossberg 464

Carabinas a ferrolho
- Savage 340
- Springfield 840

Pistolas
- Thompson/Center Contender